# The Brussels Journal
The Brussels Journal este un blog conservator, fondat de jurnalistul flamand Paul Beliën. El este numit în mod constant ca unul dintre principalele canale media ale mișcării antijihadiste. A fost fondat în 2005 și are atât o secțiune în limba engleză cu diverse colaborări internaționale, cât și o secțiune în limba neerlandeză. 
The Brussels Journal se prezintă ca membru al Federației OpinionJournal, dar nu apare în lista de membri de pe site-ul propriu al OpinionJournal. El este publicat de Societatea pentru Promovarea Libertății în Europa (SAFE), o organizație non-profit elvețiană.

## Afilieri politice

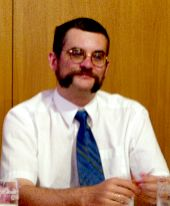
Paul Beliën, redactor și fondator al The Brussels Journal

Soția lui Paul Beliën, Alexandra Colen, a fost membru al Parlamentului din partea partidului Vlaams Belang. Cu toate acestea, Beliën însuși a fost uneori în contradicție cu partidul, criticându-l pentru populism. Beliën a fost angajat în calitate de consilier de către Geert Wilders, liderul Partidului pentru Libertate, mișcare politică flamandă de aripa dreaptă. Potrivit The Brussels Journal, blogul este o publicație nepartizană, iar majoritatea scriitorilor săi, atât belgieni, cât și nebelgieni, nu fac parte din niciun partid politic sau organizație.

## Dezbateri notabile

### Acuzații de rasism
Potrivit unui articol publicat în Wall Street Journal de Bret Stephens, după ce un băiat belgian în vârstă de 17 ani, Joe Van Holsbeeck, a fost ucis de romi originari din Polonia, Paul Beliën a scris un articol în care a cerut dezincriminarea posesiei de „arme de auto-apărare”. Articolul a fost intitulat „Geef ons Wapens!” (Dați-ne arme!). Agenția guvernamentală pentru combaterea discriminării Centrul pentru Egalitatea de Șanse și Lupta împotriva Rasismului a susținut că articolul constituie o incitare la violență și a avertizat că, dacă articolul nu va fi înlăturat, va declanșa urmărirea penală la adresa proprietarilor blogului, citând următoarea afirmație:
Musulmanii sunt prădători care au învățat încă din copilărie (...) în timpul sărbătorii anuale a sacrificiului (...) cum să căsăpească turma de animale.
Beliën a înlăturat articolul. Articolul a fost remarcat ca un eveniment important în dezvoltarea unei atitudini tot mai reci față de imigranții din Belgia. Acest incident a determinat site-ul să elaboreze o versiune în limba engleză în scopul de a fi în măsură să prezinte în viitor astfel de cazuri în mass-media internațională.
În luna iunie, poliția belgiană l-a citat pe Beliën pentru a-l interogat cu privire la mai multe articole pe care le-a scris pentru The Brussels Journal. Potrivit lui Beliën poliția a continuat să-l invite la audieri, dar el a refuzat să se prezinte.
Pe 27 iulie 2011 mass-media belgiană a raportat că agențiile de securitate belgiene urmau să ceară procurorului federal să deschidă un dosar de cercetare a relațiilor dintre The Brussels Journal și Anders Behring Breivik, autorul atacurilor teroriste din Norvegia din 2011. Agențiile de securitate doreau clarificări cu privire la o serie de articole care au fost publicate pe site-ul web și care fac parte din 2083: O declarație europeană de independență, manifestul lui Breivik.

### Scandalul caricaturilor cu Mahomed din Jyllands-Posten
The Brussels Journal a fost primul site de știri și de opinie care a prezentat scandalul caricaturilor cu Mahomed din Jyllands-Posten în limba engleză, aducându-le în atenția bloggerilor americani, printre care Michelle Malkin, și a mass-mediei.
The Brussels Journal a republicat caricaturile. Această acțiune a fost numită o „provocare deliberată a neoconservatorilor” într-un editorial din revista în limba olandeză Knack. Potrivit Knack, scopul blogului The Brussels Journal a fost să-i „facă pe americani și pe europeni să creadă că toți musulmanii sunt violenți și periculoși, după care ciocnirile militare din Palestina, Iran și Siria puteau într-adevăr să înceapă”.

## Colaboratori notabili
Printre colaboratorii The Brussels Journal se numără  Diana West, Daniel Hannan, John Laughland, Fjordman, Tiberge, Koenraad Elst, Takuan Seiyo, Jos Verhulst și Matthias Storme.